# 克爾角
80°3′S 160°26′E / 80.050°S 160.433°E
克爾角是南極洲的海岬，位於希拉里海岸的羅斯冰架西側，處於伯德冰川終點，由英國探險隊發現，現時由南極條約體系管理。